# Anastasia Blayvas
Anastasia Blayvas (geboren am 13. Januar 2001 in Halle (Saale)) ist eine deutsche Freistilringerin, welche in der Gewichtsklasse über 55 kg antritt.

## Karriere
Blayvas war in 2018 Teil des deutschen Teams bei den Olympischen Jugend-Sommerspielen 2018 in Buenos Aires. Dort gewann sie die Bronzemedaille in der 57-kg-Gewichtsklasse.
Bei den Ringer-Weltmeisterschaften 2023 in Belgrad gewann Blayvas die Bronzemedaille im Frauen Freistilringen in der 55-kg-Gewichtsklasse. Bei den Ringer-Europameisterschaften 2024 in Bukarest konnte sie erneut die Bronzemedaille erringen in der Damenklasse 55 kg. An dem 2024 Europäischen Qualifikationsturnier für Olympia im Ringen in Baku nahm sie Teil mit der Hoffnung auf eine Qualifikation für die Olympische Sommerspiele 2024 in Paris. Jedoch konnte sie sich dort nicht für Olympia qualifizieren. Einen Monat später nahm Blayvas am 2024 Weltweiten Qualifikationsturnier für Olympia im Ringen in Istanbul teil. Dort schaffte sie es die Quote für einen deutschen Startplatz bei den Olympischen Spielen zu erringen.